# Slowakije op het Eurovisiesongfestival 1998
Slowakije doet voor de derde maal mee aan het Eurovisiesongfestival in 1998. Deze editie vindt plaats in het Engelse Birmingham, Verenigd Koninkrijk. 
Na een jaar inactief geweest te zijn bracht Slowakije dit jaar de ballade 'Modlitba', het werd gezongen door Katarina.

## In Birmingham
Slowakije kwam als zesde aan de beurt net na Zwitserland en voor Polen. De derde deelname stelde teleur met een eenentwintigste plaats op de 25 deelnemers.
Men behaalde 8 punten.
België en Nederland hadden geen punten over voor deze inzending

### Gekregen punten

#### Finale
| 12 punten | 10 punten | 8 punten  | 7 punten | 6 punten |
| --------- | --------- | --------- | -------- | -------- |
|           |           | - Kroatië |          |          |
| 5 punten  | 4 punten  | 3 punten  | 2 punten | 1 punt   |
|           |           |           |          |          |

### Punten gegeven door Slowakije

#### Finale
Punten gegeven in de finale:
| 12 punten | Malta               |
| 10 punten | Kroatië             |
| 8 punten  | Estland             |
| 7 punten  | België              |
| 6 punten  | Nederland           |
| 5 punten  | Cyprus              |
| 4 punten  | Ierland             |
| 3 punten  | Noord-Macedonië     |
| 2 punten  | Portugal            |
| 1 punt    | Verenigd Koninkrijk |